# A Föld alakja

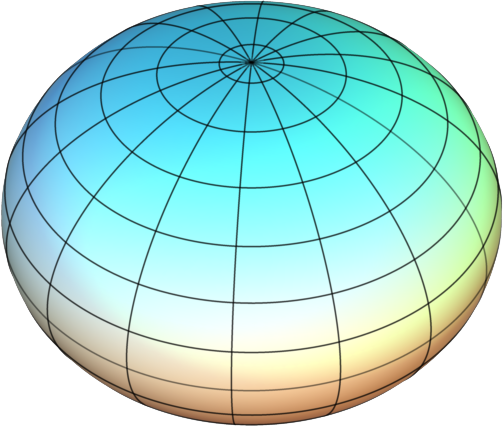
Egy forgási ellipszoid

A Föld alakja elsősorban a geodéziában használt kifejezés, amelynek különféle jelentése lehet attól függően, hogy a Föld tényleges, fizikai felszínét milyen modellel próbálják megközelíteni és leírni. A Föld alakja a térképezés szempontjából alapvető fontosságú, az elméleti földalak (geoid) felszíne képezi az első vetítési síkot. Bármilyen vetületi rendszert alkalmaz is egy térkép, a síktérkép mindig kettős vetítéssel keletkezik. A tényleges felszín kiemelkedéseit és mélyedéseit először a földalak által meghatározott alapfelületre kell vetíteni (ez tulajdonképpen egy sima felszínű földgömböt eredményez), és ennek második vetítése alakítja ki a síktérképet.
A Föld tényleges alakját, felszínét a vízzel borított tengerfenék és a szárazföld alakja együttesen határozza meg. Azonban a földfelszín olyan változatos, hogy egy matematikai vagy fizikai modellben – a szükséges számítástechnikai kapacitás hiánya miatt – nem lehet felhasználni. A földfelszín felmérésével, dokumentálásával a topográfusok és a hidrográfusok foglalkoznak.

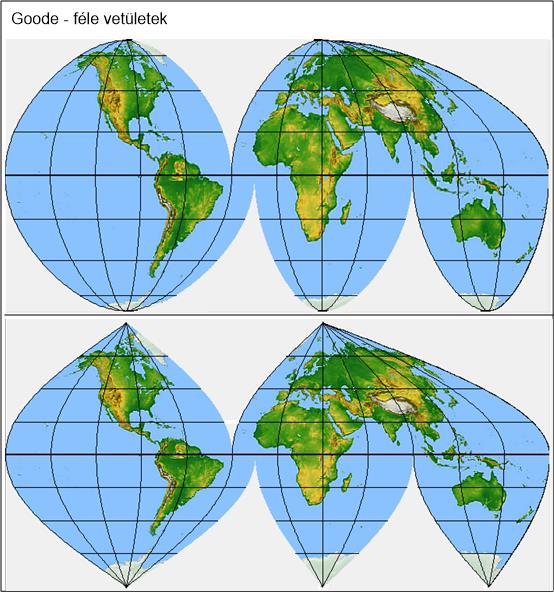
Goode vetületet alkalmazó térképek a Földről

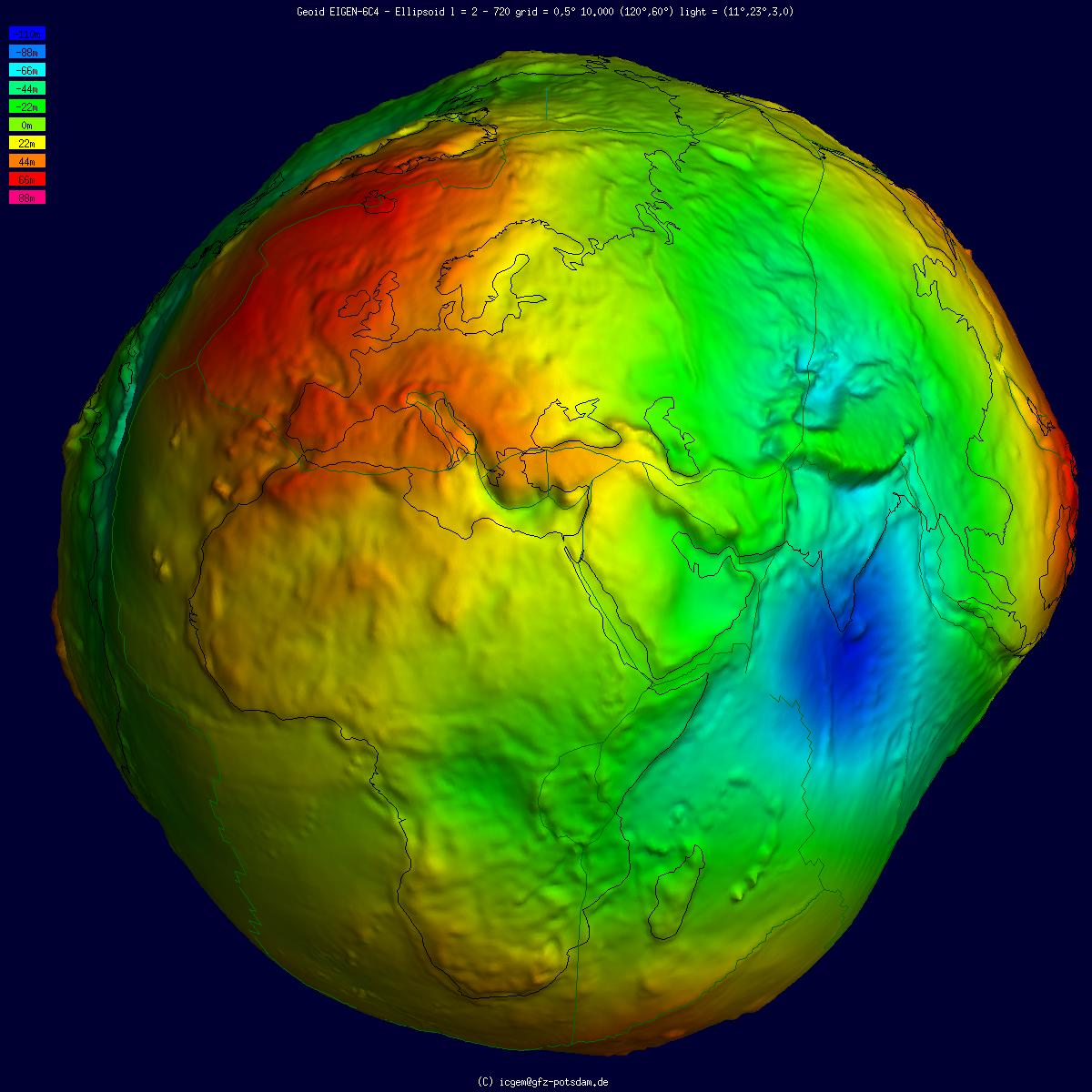
A föld magassági eltérései 10 ezerszeres nagyítással, hamis színezéssel hangsúlyozva.

A gömb felszínét elég egyszerűen lehet különféle matematikai modellekben felhasználni, számos csillagászati és navigációs modellben még ma is egy tökéletes gömb reprezentálja a Földet. A gömb jó közelítés, mivel a lapultság alig 0,33%-os.
Azonban a Föld alakját alapvetően két fizikai hatás határozza meg: az általános tömegvonzás, amellyel minden egyes tömegrészecske hat az összes többire, továbbá a Föld tengely körüli forgása. A Földhöz rögzített forgó koordináta-rendszerben a tömegvonzás és a forgó koordináta-rendszerből adódó centrifugális erő kölcsönhatására létrejövő, elméletileg forgási ellipszoid alakú folyadékszerű testhez a tényleges Föld-alak nagyon közel áll: e hidrosztatikus egyensúlyi alaktól csak helyenként tér el. A magashegységek és a mélytengeri árkok területén a fizikai földfelszín nem követi az elméleti felületet, mert itt más hatások is közrejátszanak a felszín alakításában. Az elméleti földalak, a geoid, azaz nehézségi gyorsulásnak a közepes tengerszinttel egybeeső potenciálfelülete ezeken a területen a kőzetfelszínt nem követi.
Gyakorlati okokból éppen ezért általában egyszerűsített modellt használunk a Föld alakjaként. A geodéziában lapult forgási ellipszoiddal helyettesítjük a geoidot, de néha a még egyszerűbb gömbi közelítés is megfelelhet. Gömbi közelítésnél a közepes földsugárral (R) számolunk. Ez esetben is a modellnek ugyanolyan a forgása és akkora a tömege, mint a valódi Földnek. Ha a a Föld egyenlítői és b a sarkokon mért sugara, akkor f = (a-b)/a adja meg az ellipszoid lapultságát. Ekkor a gömbi és az ellipszoidi térfogatok egyenlőségének felírásával R³ = a²b egyenletre jutunk, amiből R meghatározható. A bonyolultabb modellek paramétereit a földközeli műholdak pályájának mérései alapján számítják.
A geoidnak a mai elfogadott globális közelítése a WGS84 (World Geodetic System) elnevezésű geodéziai dátum, mely nem más, mint egy tömegközépponti elhelyezésű forgási ellipszoid, ahol a fél-nagytengely hossza 6 378 137 méter, fél-kistengely hossza 6 356 752,314 m. Amennyiben nem a globálisan jó illeszkedés a cél, hanem valamely kontinenst vagy még kisebb területet térképezünk, akkor más, helyileg jobban illeszkedő dátumot használunk. Magyarországon például az IUGG67 ellipszoidból képzett HD72 dátum jobban írja le a felületet, ezért a magyar polgári térképezés többnyire ezt az alapfelületet használja.

## Kutatásának mérföldkövei
A kora ókorban a Föld alakjára vonatkozó első elmélet lapos földet feltételezett, ám ez az egyre hosszabb utazások, egyre fejlettebb közlekedési eszközök révén fokozatosan háttérbe szorult.  II. Nékó fáraó (ie. 660-594) sikeresen küldött hajókat Afrika körüli útra. A hajósok az egyenlítőn áthaladva olyan jelenségekkel szembesültek, melyek a föld gömb alakjára utaltak: Eddig ismeretlen csillagok bukkantak fel; a sarkcsillag eltűnt; a nap északon delelt. Püthagorasz  (ie. 570-495) és követőinek munkássága során feltételezték először, hogy a Föld gömb alakú. Arisztotelész (i. e. 384 – 322) már bizonyítani is tudta, hogy a föld gömbölyű: Az egyik, hogy a Föld különböző helyeiről az égbolt is különbözőnek látszik – kb. 110 km-t haladva észak felé a sarkcsillag magassága 1 fokkal nő. A másik, hogy az égitestek pozícióinak (keltének, delelésének) időpontja változik a földrajzi hosszúságnak megfelelően: szintén mai fogalmakkal 1 fok hosszúságváltozás 4 perc időeltolódást jelent. E két megfigyelés azt igazolja, hogy bolygónk felülete mindkét irányban (azaz észak–déli és nyugat–keleti irányban is) görbült, méghozzá hasonló mértékben.
Az első kisérleti mérést Eratoszthenész (ie. 275-194) végezte el a gömbalak igazolására vonatkozóan. A megfelelő módszerre akkor talált, amikor a (majdnem pontosan a Ráktérítőn fekvő) Szüéné (Συήνη – ma: Asszuán) városában a gátőrök jelezték neki, hogy  a nyári napforduló idején délben a Nap nem vet árnyékot – a Nílus legmélyebb vízállásmutató kútjának fenekét is eléri a sugara. Ugyanebben az időben Alexandriában mérve egy függőleges pózna árnyéka megmutatja, hogy a napsugarak beesési szöge 7,2 fok. Mivel Eratoszthenész az utazók elbeszélései alapján 5000 sztadionra becsülte a két város távolságát, aránypárt állíthatott: a két város távolsága / Föld kerülete = mért szög / 360° behelyettesítve  5000*360/7,2 = 250 000 sztadion  – eredménye 39 250 km, ami a ténylegesnél mindössze 2 %-kal kevesebb. Ebből az eredményből kiindulva képes volt meghatározni a Hold méretét, valamint a Föld és a Hold távolságát is.  Erasztotenészhez hasonlóan, Poszeidóniosz (ie. 135-51) szintén a meridiánív hosszán alapuló kísérleti mérést hajtott végre Alexandria és Ródosz szigete között. Megfigyelte, hogy bizonyos csillagok Ródosz szigetén a horizonthoz közel helyezkednek el, míg ugyanazok Alexandriában nagyobb magassági szög alatt látszanak.  E szögek különbsége teljes kör 1/48-ad részének mutatkozott. A szigetek közötti távolságot a hajó menetidejéből vezette le. Eredményként a Föld negyed kerületére 11100 km-t kapott.

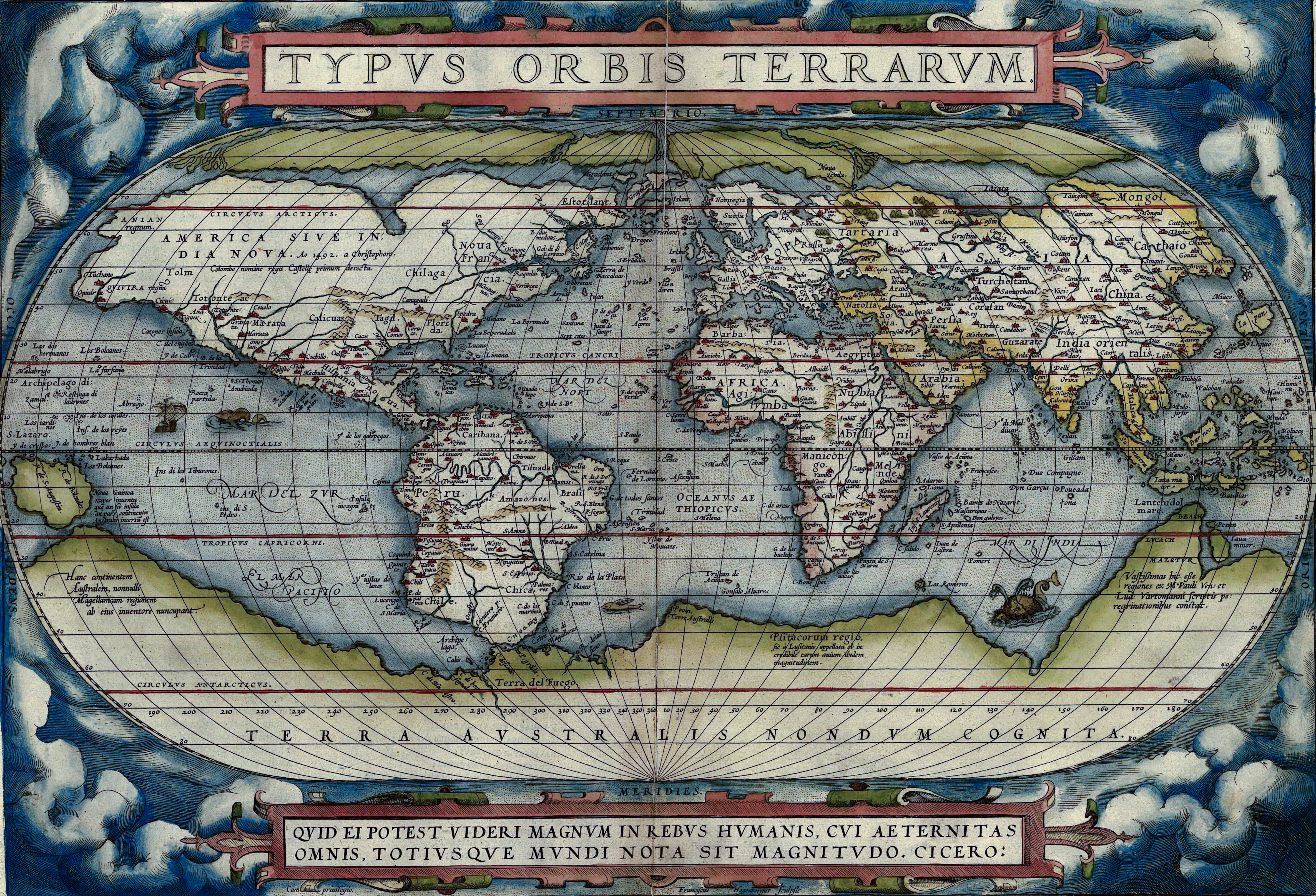
Ismeretterjesztési mérföldkő Abraham Ortelius 1570-ben kiadott "Theatrum orbis terrarum" világatlasza, melyen már a Föld pontos görbületével tudott dolgozni, a világot körbejáró hajósok mérései alapján.

Klaudiosz Ptolemaiosz (i. sz. II. század) már foglalkozik a Földgömb ábrázolásának matematikai alapjaival, térképeket is készített ennek megfelelően. 
Miután Magellán hajósai 1522-re körbehajózták a Földet, már megdönthetetlen bizonyíték állt rendelkezésre arra vonatkozóan, hogy a Föld gömb alakú. A nagy felfedezések korában kereskedelmi és katonai célokból egyre pontosabb térképekre volt igény, ehhez úgynevezett háromszögelésen alapuló fokméréseket hajtottak végre, ezáltal lehetővé vált egymástól nagyobb távolságra fekvő pontok közötti távolság közvetett úton történő meghatározása.
Isaac Newton tisztán gravitációs törvényeken alapulva jutott arra a következtetésre, hogy a Föld nem gömbölyű, hanem a sarkoknál lapult.  A Francia Akadémia két expedíciót szervezett egymástól távol eső területeken végzendő fokmérések céljából. Az egyiket Lappföldre szervezték, ahol Maupertuis irányította a méréseket (1736-1737). A másik expedíciót Peruba szervezték és hajtották végre 1735 és 1744 között Bouguer vezetésével. Az expedíciók mérései alapján végzett számítások igazolták, hogy a Föld a sarkoknál lapult. Később ezt az elméleti földalakot Johann Benedict Listing  javaslatára (1873) geoidnak nevezték el.

## Fordítás
- Ez a szócikk részben vagy egészben  a   Figure of the Earth című angol Wikipédia-szócikk ezen változatának fordításán alapul.  Az eredeti cikk szerkesztőit annak laptörténete sorolja fel. Ez a jelzés csupán a megfogalmazás eredetét és a szerzői jogokat jelzi, nem szolgál a cikkben szereplő információk forrásmegjelöléseként.